# Échangisme
L’échangisme est une pratique sexuelle adoptée par les libertins qui consiste pour deux couples à échanger temporairement leur partenaires, pendant les différentes phases du rapport, en vue d’une relation socio-sexuelle.
Toutefois des nuances sont parfois apportées s’il y a permutation et pénétration en dehors du partenaire « régulier » (échangisme dit « vrai »), des attouchements à quatre (voir mélangisme) ou une relation à proximité de voyeurisme et/ou exhibitionnisme sans contact physique, aussi connu sous le terme « côte-à-côtisme ». L'ensemble de toutes les pratiques sexuelles qui impliquent plus de deux personnes en même temps au même endroit est parfois appelé "partagisme".
Bien qu’il se confonde souvent avec la sexualité de groupe, l’échangisme au sens strict ne représente qu’une fraction des pratiques sexuelles en groupe.
Il est courant de spécifier les distances relatives d'une relation échangiste par des nombres :
- « 2 + 2 » signifie une séparation physique des couples avec permutation des partenaires,
- « 4 » spécifie une proximité permanente de tous les participants,
- « 3 + 1 » l'isolement d’un individu au centre ou en observateur en tant que candauliste[1]…

## Pratiques

### Tentation du mélangisme
De même que sont employés indifféremment les termes de « club échangiste » ou « club libertin », dans un usage courant l’« échangisme » se confond avec une « sexualité de groupe » n’impliquant plus uniquement des couples. Dans cette acception large, il ne s'agit donc pas de deux couples qui échangent leurs partenaires le temps d'un rapport sexuel mais plus généralement d'un ensemble de personnes, hommes et/ou femmes, qui ont des relations sexuelles les unes avec les autres. Dans bien des cas, l’échangisme ne se limite pas à un « troc » mais fait intervenir au minimum trois individus, y compris dans des relations bisexuelles.
L’équipe de Daniel Welzer-Lang en réalisant son enquête a rapidement déterminé que :

« le terme “échangisme” est un terme générique, voire, en regard avec le nombre d'hommes seuls qui composent la population échangiste, un “leurre”, désignant des pratiques multiples. L'échangisme, ou tout autre terme utilisé de manière analogique (“non-conformisme”, “pratiques libertines”, “libertinage”) va des frontières (et parfois au-delà) du travail sexuel aux rêves dits conjugaux d'une sexualité “autre”. »

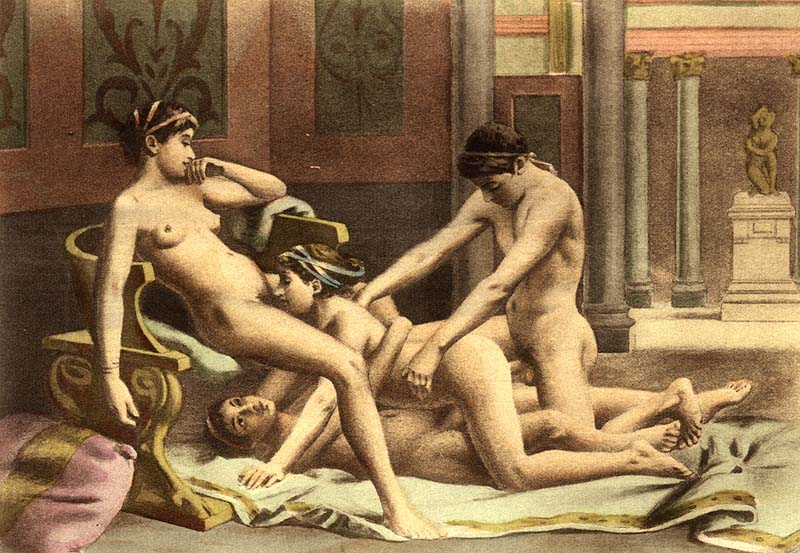
Deux femmes, deux homme, Paul Avril, 1906.

À la suite de ces travaux, le mot « échangiste » est enfin mis en question pour s’intégrer à une « communauté de préférence sexuelle » mais cette préférence est si large dans ses acceptions que le seul terme qui paraît convenir est celui de « multisexualité ». Dans ce champ particulier, le mot mélangisme arrive au même moment pour désigner les couples qui évoluent essentiellement vers une recherche de dépassement des tabous dans l’objectif d’un plaisir partagé : par la découverte de nouveaux corps, par la vue de son partenaire sous un « autre angle », et par le jeu de séduction qui va lentement se cristalliser non plus entre deux personnes mais entre quatre. Dans ce cas précis, on peut parler d’hédonisme plus que d‘échangisme.
La réception du terme de mélangisme va rapidement se limiter à la simple conception technique d’un échange sans pénétration hors couple.

### Familles échangistes
Si le grand public désigne volontiers par le terme « échangisme » l'ensemble des pratiques des couples fréquentant les clubs, saunas et sites de rencontres dédiés, le milieu libertin a pour usage de distinguer deux grands types de pratiques entre couples :
- l'échangisme, pratique lors de laquelle tous les types de rapports sont a priori acceptés ;
- le mélangisme, qui exclut le coït entre deux personnes n'appartenant pas au même couple initial.

Différentes variantes de ces deux pratiques existent et le champ des possibles est, bien sûr, illimité.

## IST (dont SIDA)

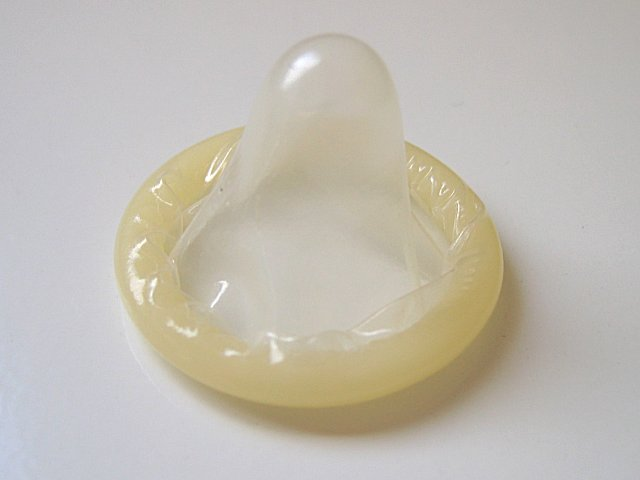
Le préservatif limite les risques et peut former une bande servant au cunnilingus si on le coupe en 2.

Le milieu échangiste est fréquenté par des populations dites à risque, en raison du nombre de partenaires et d'une activité sexuelle intense multipliant les situations à risque. Le risque est diminué par un comportement responsable de chaque partenaire (hygiène, protection anti-IST…), une vigilance au regard des contacts intimes et un certain isolement des partenaires. La stabilité des couples échangistes et la pratique entre couples légitimes, sains et fidèles entre eux permettent d'envisager des rapports échangistes non protégés entre personnes théoriquement saines, quoique l'usage de protections anti-IST demeure recommandable.
Le risque est augmenté par des situations non contrôlées, inattendues telles que des partenaires qui s'invitent à une relation en cours, le manque de vigilance au moment du coït…

## Au cinéma
- 1989 : Chambre à part
- 1997 : Ice Storm
- 2000 : Eyes Wide Shut
- 2002 : 7 ans de mariage
- 2004 : Les Textiles
- 2005 : Peindre ou faire l'amour
- 2006 : Les Particules élémentaires
- 2010 : Happy Few

## Magazines
- Allo Femmes
- Annonces intimes
- Club (décliné selon les régions de France)
- La Vie parisienne
- Swing